# Léon Achard
Léon Achard (Lió, 16 de febrer de 1831 - París, 10 de juliol de 1905), fou un tenor francès.
Era fill de l'actor En un principi estudià la carrera de Dret en el Col·legi d'Enric IV, on fou company d'aula de Victorien Sardou, rebent el títol de llicenciat als vint-i-un anys; però León se sentia cridat al teatre, com el seu pare Pierre-Frédéric Achard. Ingressà en el Conservatori, on el 1854 aconseguí el primer premi d'òpera còmica, i debutà en el teatre Líric cantant la part de Tobías del Le Billet de Margueritte, Gevaert, amb gran èxit, i altres diverses òperes fins al 1856 en què, en la mort del seu pare. deixà el teatre, dedicant-se als negocis, fins al 1862, que debutà a Lió el 4 d'octubre amb La Dame blanche de Boieldieu, cantant després Haydée, ou le Secret de Auber, El somni d'una nit d'estiu, etc., debutant en l'Òpera de París el 1870.
El 1864 casà amb una filla del pintor Georges Le Poitevin.